# T28 super teški tenk
T28 je američki super teški tenk koji je bio namijenjen Američkoj vojsci za vrijeme Drugog svjetskog rata. Osmišljen je kao tenk koji bi probio dobro branjenu njemačku liniju, a kasnije se i razmatrao kao rješenja za invaziju na Japan. Godine 1945. promijenjena mu je zadaća i pretvoren je u T95 samohodni top s topom promijera 105 mm.

## Povijest
T28 je osmišljen kao tenk koji bi mogao biti prijetnja Njemački teškim tenkovima. kao što je Panzer VIII Miš, E-100 i ostalim sličnim tenkovima.
Razvoj tenka i dokumentacije je dovršen u ljeto 1945. godine. Originalan naziv projekta je bio T28. Kada je prvi primjerak tenka bio dovršen, rat u Europi je već bio gotov. Projekt je uključivao izgradnju 5 prototipa i do 25 serijskih tenkova.

### Prenamijena i obustava projekta
Zato što vozilo nije imalo kupolu, T28 je više izgledao kao samohodni top, i tako je 1945. prenamijenjen i dobio je naziv T95. No u lipnju 1946. vozilo je opet vračeno u svoju početnu svrhu, T28 teški tenk.
Napravljena su samo dva prototipa T28 super teškog tenka. Godine 1947. jedan prototip je teško oštećen prilikom zapaljena motora, dok je drugi bio pokvaren i oba su odbačena. T28 nikada nije ušao u vojnu službu. Zamijenili su ga T29 i T30 teški tenkovi. T29 ima isti top kao i T28, ali je na ovdje postavljen na rotacijsku kupolu. T30 ima top većeg promjera i jači motor. Zbog ova dva tenka, projekt T28 završen je u kolovozu 1947. godine.

## Dizajn
T28 je dizajnirao i proizvodio Pacific Car and Foundry. Mehaničku strukturu i dio tehničkih rješenja preuzeli su s T20 tenka. Težina tenka spremnog za borbu bila je oko 86 tona. Da bi se tenk mogao kretati postavljena su umjesto 2, 4 reda gusjenica, svaka širine 328 mm. Vanjski redovi su se mogli maknuti zbog lakšeg transporta,a kasnije su se mogle vratit i spojit s onim unutarnjima, i tako su činili jednu cjelinu. Zbog svoje težine i male snage motora, T28 je imao katastrofalnu pokretljivost. Nije se mogao prenijeti preko bilo kojeg mosta, a poteškoće bi stvarao i transport na bojište. Kao takav, nije bio pogodan za proizvodnju. 

### Kupola i naoružanje
Nije imao pokretnu kupolu, što mu je davalo nisku siluetu. Glavno naoružanje činio je 105 mm T5E1 top, koji je bio postavljen na prednjem dijelu kupole. Tehnički, kupola je bila dio tijela, pa top nije bilo moguće okretati. Po svemu ovom, on ustvari nije bio pravi tenk nego samohodni top. ". Top nije bio postavljen u pokretnu kupolu, zato što je tenk zamišljen kao oružje za probijanje neprijateljske linije, ali ne tako da mu protivnički tenk dođe s leđa. Top se mogao pomicati 10° u desno i 11° u lijevo uz elovaciju od 19.5° do -5°. Kada se kreatao, top je bio uglavljen i postavljen na maksimalnu elovaciju (19.5°). Također je uz top imao i M2 Browning .50 kalibarnu strojnicu koja je postavljena kod zapovjednikovog otvora na krovu kupole. Glavni top mogao je ispaliti granatu brzinom od 1130 m/s s dometom do 19 km.

### Oklop i pogon
Oklop tenka je bio vrlo jak i debeo u usporedbi s drugim tenkovima tog vremena (više od 300 mm sprijeda). Ovaj oklop bio je dovoljan da zaštiti posadu od udara granate iz 88 mm L71 topa koji su koristili njemački teški tenkovi. Debljna oklopa na prednjon strani tijela 130 mm, a na bokovima 64 mm.  Kupola je bila napravljena od lijevanog čelika. Pogon je činio benzinski motor Ford GAF V-8, snage 500 KS, koji je davao tenku najveću brzinu od 13 km/h uz jako ograničeno kretanje, pogotovo po uzbrdicama. 

## Usporedba

### Usporedbe s ostalim tenkovima tog vremena
| Karakteristike             | T28                          | T29                                                                                                 | T30                                  |
| -------------------------- | ---------------------------- | --------------------------------------------------------------------------------------------------- | ------------------------------------ |
| Težina                     | 86,2 tone                    | 64,0 tone                                                                                           | 65,8 tona                            |
| Posada                     | 4 članova                    | 6 članova                                                                                           | 6 članova                            |
| Pogon                      | Ford GAF V-8 500 KS (373 kW) | Ford GAC 4-cilindrični V12 650 KS (485 kW)                                                          | Continental AV1790-3 704 KS (525 kW) |
| Brzina                     | 13 km/h                      | 32 km/h                                                                                             | 26,5 km/h                            |
| Maksimalna debljina oklopa | 305 mm                       | 279 mm                                                                                              | 280 mm                               |
| Duljina                    | 11,10 m                      | 11,57 m                                                                                             | 11,57 m                              |
| Širina                     | 4,39 m                       | 3,80 m                                                                                              | 3,80 m                               |
| Visina                     | 2,84 m                       | 3,20 m                                                                                              | 3,20 m                               |
| Glavno naoružanje          | 105 mm T5E1 top              | 105 mm top T5E2                                                                                     | T7 155 mm top                        |
| Sekundarno naoružanje      | .50 kalibara strojnica       | - 2 x .50 (12.7mm) Browning M2HB strojnice; - 1x .50 M2HB fleksibilni AA; - 1x .30 Browning M1919A4 | 7,62 mm strojnica                    |
| Borbeni komplet            | 62 granata                   | 63 granata                                                                                          | 34 granata                           |

### Usporedba s tenkovima iz drugih država
|                       | T28                          | Maus                                | A39 Tortoise                           |
| --------------------- | ---------------------------- | ----------------------------------- | -------------------------------------- |
| Težina                | 86,2 tone                    | 188 tona                            | 78 tona                                |
| Posada                | 4 člana                      | 6 članova                           | 7 članove                              |
| Pogon                 | Ford GAF V-8 500 KS (373 kW) | MB517 Diesel 1200 KS (895 kW)       | Rolls-Royce Meteor V12 600 KS (447 kW) |
| brzina                | 13 km/h                      | 13 km/h                             | 19 km/h                                |
| Oklop                 | 305 mm                       | 60 - 240 mm                         | 178 - 228 mm                           |
| Dužina                | 11,10 m                      | 10,09 m                             | 10,0 m                                 |
| Širina                | 4,39 m                       | 3,67 m                              | 3,90 m                                 |
| Visina                | 2,84 m                       | 3,63 m                              | 3,00 m                                 |
| Glavno naoružanje     | 105 mm T5E1 top              | 128 mm top                          | 94 mm top                              |
| Sekundarno naoružanje | .50 kalibara strojinica      | suspregnuti top 75 mm KwK 44 L/36,5 | 3 x 7,92 mm Besa strojnice             |
| Borbeni komplet       | 62 granata                   | 55-68 granata                       | 60 granata                             |